# マルチャーナ・マリーナ
マルチャーナ・マリーナ（伊: Marciana Marina）は、イタリア共和国トスカーナ州リヴォルノ県にある、人口約1,900人の基礎自治体（コムーネ）。エルバ島に所在する。

## 地理

### 位置・広がり
ティレニア海に浮かぶエルバ島の7つのコムーネのうち最も面積が狭く、西北部の海岸沿いに位置する。南にマルチャーナがある。

### 気候分類・地震分類
マルチャーナ・マリーナにおけるイタリアの気候分類 (it) および度日は、zona C, 989 GGである。
また、イタリアの地震リスク階級 (it) では、zona 4 (sismicità molto bassa) に分類される。